# Ishinca
L'Ishinca, ou Nevado Ishinca, est une montagne qui s'élève à 5 530 m d'altitude dans la cordillère Blanche au Pérou. Elle est située dans le district et la province de Huaraz, dans la région d'Ancash.
En raison de son accès facile, elle est idéale pour les débutants en alpinisme. Elle offre une vue sur le Tocllaraju et le Ranrapalca. C'est l'une des montagnes les plus fréquentées de la cordillère Blanche,.